# Magic: The Gathering
Magic: The Gathering (MTG, Magic) — коллекционная карточная игра, созданная американским математиком Ричардом Гарфилдом в 1993 году и издаваемая Wizards of the Coast. Magic имеет звание «Самой популярной карточной игры» и в настоящее время издаётся на английском, упрощенном китайском, традиционном китайском, французском, немецком, итальянском, корейском, японском, португальском, испанском и русском языках. Также игра доступна в цифровом виде, например Magic Online и MTG Arena.
Каждая партия в Magic представляет собой битву между волшебниками, 
известными как planeswalker'ы, которые разыгрывают заклинания, используют артефакты и призывают существ, изображённых на отдельных картах, чтобы победить своих противников, как правило, но не всегда, отбирая у них свои 20 начальных очков жизней. Хотя первоначальная концепция игры в значительной степени опиралась на мотивы традиционных фэнтезийных ролевых игр, таких как Dungeons & Dragons, игровой процесс почти не похож на приключенческие игры с карандашом и бумагой, но в то же время содержит значительно больше карт и более сложные правила, чем другие карточные игры.
Новые карты выпускаются на регулярной основе, по несколько наборов или сетов ежегодно. Существует система турниров на международном уровне, организованная «Duelist Convocation International» или просто «The DCI», а также существенный рынок перепродажи карт. Некоторые карты могут быть ценными из-за их редкости и полезности в игровом процессе, с ценами от нескольких центов до тысяч долларов.

## История
Первый сет Magic, задним числом названный Alpha, был создан доктором Ричардом Гарфилдом, куплен Wizards of the Coast и выпущен в августе 1993 года. Высокий спрос привел ко второму выпуску бета-версии через два месяца, с последующим ребрендингом Unlimited Edition. Когда Ричард впервые сделал игру, он назвал её Magic. Название было слишком простым для торговой марки, поэтому было изменено на Mana Clash. Позже, в качестве дополнения к названию было выбрано «The Gathering», обозначающее начало, так как планировалось продолжать изменять дополнительные имена. Следующая версия должна была называться Magic: Ice Age. Однако эта идея была быстро отклонена. «Arabian Nights», выпущенная в декабре 1993 года, стала первым сетом, состоящим из новых карт, а не перепечаток. Первый «цикл» тематически связанных новых выпусков (позже такие циклы стали называться блоками), начался с Ice Age. Сейчас существует более ста сетов. Полные официальные правила для Magic регулярно меняются с выходом новых продуктов. Большинство из этих изменений просто определяет и включает новую механику, хотя иногда происходили более серьёзные изменения, такие как обновление в шестом издании в 1999 году и великое обновление типов существ в 2007 году. Заявления о том, что новое обновление в конечном итоге «убьет» игру, распространены. Несмотря на это, игра процветает, с неоднократными заявлениями о том, что последний большой набор стал самым продаваемым за все время. Марк Роузвотер приписывает успех игры, в частности, три основных концепций, созданных Ричардом Гарфилдом в начале разработки игры: карточная игра, цветовое колесо, и система маны. Кроме того, с 2008 года Wizards of the Coast приложил усилия по привлечению новых игроков. К таким усилиям относятся изменения в игровом дизайне, направленные на уменьшение сложности, структурированные игровые возможности для ознакомления женщин-игроков с игрой, и более широкое представительство женщин в играх. Несмотря на эти усилия, процентная база женщин-игроков в настоящее время - немногим более 20 % по сравнению с 38 % в недавнем прошлом.

## Игровой процесс
Партия в Magic: The Gathering происходит между двумя или более игроками, которые участвуют в битве, выступая в роли могущественных волшебников, называемых мироходцами. Каждый игрок использует свою колоду либо собранную заранее или составленную из ограниченного пула карт для данного события. Игрок начинает игру с двадцатью «очками жизни» и проигрывает, когда общее количество его жизней уменьшается до нуля. Игрок также может проиграть, если он должен взять карту из пустой колоды. Кроме того, некоторые карты указывают другие способы выиграть или проиграть игру. Гарфилд заявил, что два главных влияний в его создании Magic: The Gathering были игры Cosmic Encounter, в которой первой использовалось понятие, что обычные правила могут иногда быть отменены, и Dungeons & Dragons. «Золотое правило Magic» гласит, что «всякий раз, когда текст карты прямо противоречит правилам, текст карты имеет приоритет». Для разрешения спорных ситуаций существует полный свод правил.
Карты в Magic: The Gathering обычно делятся на земли и заклинания. Земли дают ману, которая используется в качестве ресурса, когда игрок пытается играть заклинания. Игроки могут разыгрывать только одну карту земли за ход, при этом большая часть земель обеспечивает игрока маной определённого цвета, когда становятся «повернутыми» (обычно путем поворота карты на 90 градусов, чтобы показать, что она использовалась в этот ход), причем каждая земля может быть повёрнута только один раз за ход. Мана используется для разыгрывания заклинаний. Более мощные заклинания стоят больше маны, поэтому, по мере игры, когда у игрока будет больше земель, будет больше маны, а количество и относительная сила сыгранных заклинаний будет увеличиваться. Заклинания бывают нескольких разновидностей: непостоянные (волшебство и мгновенное заклинание), которые имеют один разовый эффект, прежде чем попадают на «кладбище» (игровая зона, в которую попадают отыгранные карты) и перманенты (чары, артефакты, существа и planeswalker'ы), которые остаются в игре после разыгрывания и используются для нанесения повреждений оппонентам, имеют постоянный эффект, влияющий на игру или активируемые способности, требующие оплаты.
Игроки начинают игру, перетасовывая свои колоды и вытягивая семь карт. На каждом ходу игрока, следуя установленному порядку фаз, они берут карту из колоды, разворачивают свои земли и другие перманенты, после чего могут разыгрывать заклинания из руки и атаковать существами. Неиспользованные земли остаются развёрнутыми до начала следующего хода игрока, что позволяет разыгрывать некоторые заклинания во время хода оппонента. Большинство игродействий, которые может выполнить игрок, вводится в «стек», особую зону, позволяющую игрокам реагировать на эти действия другими действиями, такими как контрзаклинания; стек обеспечивает метод разрешения сложных взаимодействий, которые могут привести к определённым сценариям.

### Колодостроительство
Построение колоды требует стратегии, так как игроки должны выбирать среди тысяч карт. Это требует от игроков оценить силу своих карт, а также возможное взаимодействие между ними и их возможное взаимодействие с картами, которые игроки ожидают встретить у оппонентов (это называется "метагейм", и он может варьироваться в зависимости от места или периода времени). Выбор карт обычно сужается тем, что игрок решает, какие цвета он хочет добавить в колоду. Это решение является ключевой частью создания колоды. В целом, уменьшение количества используемых цветов увеличивает последовательность игры и вероятность получения земель, необходимых для разыгрывания заклинаний, за счёт ограничения диапазона тактики, доступной игроку. Часть продуктов Magic — это стартовые колоды, которые призваны дать начинающим игрокам идеи для построения колоды.
Большинство санкционированных DCI игр проходит в формате констрактед, который требует, чтобы игроки собирали свои колоды из своей собственной коллекции карт. В общем, для этого требуется минимум шестьдесят карт в колоде, и, за исключением карт базовых земель, в колоде не может быть больше четырёх карт с одинаковыми именами. Существует множество форматов, каждый из которых отличается от других количеством легальных в нём выпусков, и, соответственно количеством легальных карт.
В ограниченных форматах колоды составляются непосредственно перед игрой из ограниченного набора карт. Самым популярным ограниченным форматом является драфт, в котором игроки открывают бустер, выбирают из него карту и передают остальные сидящему рядом игроку. Это продолжается до тех пор, пока все карты не будут собраны, а затем открывается новый бустер. Таким образом, игроки вскрывают по три бустера, после чего создают колоды из выбранных ими карт, базовые карты земли предоставляются бесплатно, а минимальный размер колоды ограничен сорока картами.

### Цвета

Пять цветов в Magic: The Gathering

В игре имеются пять цветов: белый, синий, чёрный, красный и зелёный; это расположение называется «цветовой пирог» или «цветовой круг». Разработанная создателем Magic: The Gathering Ричардом Гарфилдом система цветопередачи является одним из самых фундаментальных и знаковых элементов игры. Это дает игре разнообразие в картах, эффектах и стилях игры, в то же время не позволяя какой-либо одной колоде иметь все инструменты в игре. Каждый цвет обозначает идеологическую фракцию, культура которой определяет игровой процесс её карт, а также его отношения с другими цветами.
Каждый из пяти цветов представляет собой набор убеждений и принципов, придающих индивидуальность персонажам и организациям Magic. Философия цвета объясняет, как он видит мир, какие цели он хочет реализовать, и какие ресурсы и тактика есть в его распоряжении. Это диктует, какие типы карт и способности тематически вписываются в цвет. Основные понятия, связанные с каждым цветом:
- Белый : нарастание армии и получение жизней
- Синий : контроль оппонента и стола
- Черные : убийство существ оппонента и выкачивание его жизней
- Красный : быстрое нанесение урона и быстрая победа
- Зеленый : гигантские существа и очень много маны

## Соревнования по Magic
Турниры по MTG регулярно проходят в игровых магазинах и других заведениях. Крупные турниры с сотнями участников со всего мира, спонсируемые Wizards of the Coast, проводятся несколько раз в год, с существенными денежными призами для финалистов. Ряд веб-сайтов сообщает о новостях турнира, даёт полные списки наиболее популярных в настоящее время колод и публикует статьи по актуальным вопросам дебатов об игре. DCI, который принадлежит и управляется Wizards of the Coast, является организующим органом для санкционированных событий Magic. DCI устанавливает запреты и ограничения для карт в различных форматах.
Кроме того, DCI поддерживает набор правил, позволяющих санкционировать турниры, а также запускает собственную схему. Местные магазины часто организовывают турниры Friday Night Magic как трамплин для более конкурентоспособной игры. DCI проводит Pro Tour как серию крупных турниров для привлечения интереса. Право участвовать в Pro Tour должно быть получено либо путем победы в квалификационном турнире Pro Tour, либо с успехом в предыдущем турнире такого же уровня. Про Тур обычно состоит из двух дней индивидуальных соревнований, которые проводятся в швейцарской системе. В последний день восемь лучших игроков соревнуются друг с другом в формате плей-офф, чтобы определить победителя.
В конце соревнования в Pro Tour игрокам начисляются очки в зависимости от занятого места. Если игрок занимеат высокую позицию, он может претендовать на денежный приз.
В конце года проводится Чемпионат мира. Чемпионат мира функционирует как профессиональный тур, за исключением того, что участники должны представить свои навыки в нескольких различных форматах (обычно в стандартном формате, в модерне и в драфте), а не в одном. Другое отличие состоит в том, что приглашение на чемпионат мира можно получить не через отборочные турниры Pro Tour, а через национальный чемпионат страны. Большинство стран посылает своих лучших четырёх игроков турнира в качестве представителей, хотя страны с небольшими сообществами могут отправить только одного игрока. На чемпионате мира также проводятся командные соревнования, в которых национальные команды соревнуются друг с другом.

## Форматы
Существуют установленные форматы для проведения DCI-санкционированных турниров по «Magic: the Gathering». Индивидуальные турниры проводятся в следующих форматах:
- Constructed — Турниры с заранее составленными колодами в разных форматах. Игрок приходит на турнир со своей колодой, состоящей из основной колоды (минимум 60 карт, максимум не ограничен) и дополнительной колоды («sideboard»), содержащей не более 15 карт[13]. После первой игры в каждом матче игрок может заменить любое количество карт из основной колоды на карты из дополнительной колоды так, чтобы основная колода при этом содержала не менее 60 карт, а дополнительная не более 15; к началу следующего матча колода должна быть возвращена к первоначальному состоянию). Правила каждого формата накладывают ограничения на колоду. Списки запрещённых и ограниченных к использованию карт[14] обновляются с выходом новых выпусков.
  1. Стандарт (Standard) — ротирующийся формат, в который выходят карты всех основных выпусков за не более чем 2 последних года. Ротация осуществляется осенью. Во время ротации 4 самых старых выпуска выходят из стандартного формата. Основное название — Type 2.
  2. Расширенный (Extended) — в нём допускаются карты из блоков за последние 5 лет. Альтернативное название — Type 1.x. С 7 октября 2013 формат не поддерживается DCI[15].
  3. Блок (Block) — в нём допускаются карты из одного конкретного блока. Например, в Time Spiral Block Constructed можно использовать карты только из сетов Time Spiral, Planar Chaos и Future Sight.
  4. Пионер (Pioneer) — формат, официально объявленный в октябре 2019, турниры по которому проводятся с 2020 года. В этом формате легальны карты из выпусков прошедших стандарт, начиная с осени 2012 года. На данный момент это блоки Возвращение в Равнику, Терос, Таркир, Битва за Зендикар, Тени над Иннистрадом, Каладеш, Амонхет и Иксалан, выпуски Гильдии Равники, Выбор Равники, Война Искры, Престол Элдрейна, Терос: За порогом смерти и Икория: Логово Исполинов, а также базовые выпуски 2014, 2015, 2019, 2020, 2021 и Magic: Истоки.
  5. Block Party — Специальный формат, официально играемый фактически только в турнире Magic the Gathering invitational. Можно использовать карты одного любого блока. Если карта входит в список запрещённых в DCI (любом формате), то её использовать нельзя.
  6. Классика (Vintage) — допускаются карты из всех сетов, но некоторые можно класть лишь по одному экземпляру в колоду (ограниченные, restricted). Также есть список запрещённых (banned) карт. Альтернативное название — Type 1.
  7. Наследие (Legacy) — допускаются карты из всех сетов, в список запрещённых карт входят запрещённые и ограниченные по 1 экземпляру в Vintage. Но есть карты, которые запрещены или ограничены в Vintage, но легальны в Legacy (Fact or Fiction). Альтернативное название — Type 1.5.
  8. Модерн (Modern) — формат, впервые введённый на Magic Online 2011 Community Cup, в ответ на сильное желание игроков о формате, не подверженном ротации и более доступном для новых игроков. Формат состоит из всех блоков и основных редакций, карты которых имеют современную рамку. На данный момент это Mirrodin, Kamigawa, Равника, Спираль Времени, Лорвин, Шэдоумур, Осколки Алары, Зендикар, Шрамы Мирродина, Иннистрад, и их соответствующие блоки, а также отдельно стоящее расширение Coldsnap и все выпуски легальные в формате Пионер плюс основные редакции Eighth Edition, Ninth Edition, Tenth Edition, Magic 2010, Magic 2011, Magic 2012, Magic 2013,[16] и Magic: Истоки. Летом 2019 года вышел выпуск Горизонты Модерна, который обошёл стандарт.
  9. Elder Dragon Highlander (Commander) — набирающий популярность формат, недавно получивший официальную поддержку «Wizards of the Coast». Для создания колоды доступны карты всех выпусков, не входящие в специальный бан-лист. В этом формате колода состоит строго из 99 карт + 1 «Командир». «Командиром» может быть строго существо с супертипом Легендарный. Колода строится в цветах «командира». Каждая карта может быть представлена в колоде только в единственном экземпляре (за исключением базовых земель). Вводится новая зона — «зона Командира». На старте игры «командир» лежит в своей зоне и может разыгрываться оттуда. Более подробно можно узнать на официальном сайте.
  10. Бедняк (Pauper) — формат, в котором легальны карты любых выпусков, но при условии, что они имеют обычную редкость. Как и в любом другом формате, в бедняке есть свой бан-лист. С июля 2019 этот формат получил официальную поддержку и был унифицирован. До этого настольный и цифровой варианты были отдельными.
  11. Схватка (Brawl) — формат, аналогичный формату commander, с несколькими отличиями. В схватке легальны карты выпусков из стандарта, «командиром» могут быть также карты planeswalker-ов, а количество карт в колоде ограниченно 60-ю (59 + «командир»).
- Limited — Турнир, на котором игроки составляют колоды из продукта, выдаваемого на месте проведения соревнования. Основная колода должна содержать не менее 40 карт, все карты, полученные на турнире, но не вошедшие в основную колоду считаются дополнительной колодой (см. выше). По окончании участия в турнире полученные игроком карты становятся его собственностью.
  1. Силед (Sealed Deck, «запечатанная колода») — Игрокам даётся набор из 6 бустеров. Для предотвращение мошенничества игрок, получивший набор, передаёт его соседу напротив, который переписывает его в официальный реестр колоды (деклист), затем возвращает набор вскрывшему его. Только получив набор после обмена, игрок приступает к составлению колоды.
  2. Драфт (Booster Draft, «выбор из бустеров») — Игроки получают по три бустера. Каждый игрок вскрывает первый бустер, выбирает из него карту и оставляет себе, а остальные карты передаёт соседу слева; взамен он получает новые карты справа. Это повторяется до тех пор, пока бустер не закончится, после чего разрешается просмотреть отобранные карты. То же самое повторяется для двух оставшихся бустеров, при этом направление передачи карт с каждым новым бустером меняется на обратное. Время на выбор карты ограничено и уменьшается с каждой передачей. Когда все бустеры оказываются разобраны, игрокам даётся время на составление колод из отобранных карт.
  3. Рочестер драфт (Rochester Draft) — Вариант драфта с открытым выбором карт. Игроки вскрывают бустеры по одному, раскладывая карты на столе для всеобщего обзора. Когда игрок открыл бустер и разложил карты, даётся 20 секунд на их просмотр и обдумывание возможных взятий. После просмотра игроки, начиная с владельца бустера, в подковообразном порядке берут по одной карте (это делается в быстром темпе — не более 5 секунд на взятие), пока весь бустер не будет разобран (исключение: если 7 игроков за столом, то последняя карта не берётся). После этого следующий игрок вскрывает и раскладывает карты из бустера и т. д. Каждый игрок обязан показать последнюю карту.
  4. Соломон драфт (Solomon Draft) — Играют 2 игрока. Судья составляет набор из 90 карт (игрокам заранее неизвестен), и раскладывает в пачки по 10 карт. Один из игроков должен разложить эти 10 карт на 2 кучки (не обязательно равные), другой взять одну из них. После драфта игрокам предоставляется время на составление колоды, потом играют. В данном формате карты не переходят в собственность игрока.

Так же иногда проводятся неофициальные Vampiric Draft (первоначально «бустер на бустер») — драфты, в которых игрокам выдаётся по одному бустеру, колода составляет около 25 карт и после победы над противником игрок получает одну из его карт (первоначально всю колоду, кроме базовых земель). Эта система вносит разнообразие в игру за счёт своей дешевизны и оригинальности.

## Продукция и маркетинг
Карты MTG производятся так же, как и обычные игральные карты. Каждая карта размером примерно 63 × 88 мм (2,5 на 3,5 дюйма) имеет лицевую сторону, на которой отображается название карты и текст правил, а также иллюстрация, соответствующая концепции карты. По состоянию на июль 2020 года для игры было выпущено 20 000 уникальных карт, и 600—1000 новых добавляются каждый год. Первые карты были напечатаны исключительно на английском языке, но текущие наборы также напечатаны на упрощенном китайском, традиционном китайском, французском, немецком, итальянском, японском, корейском, португальском, русском и испанском языках.
Подавляющее большинство карт Magic выпускается и продаётся в виде сетов. Для большей части его истории было два типа: базовые и тематические расширения. В соответствии с действующей производственной и маркетинговой схемой Wizards of the Coast новый сет выпускается ежеквартально. Различные продукты выпускаются с каждым сетом, чтобы обратиться к различным сегментам игрового сообщества Magic:
- Большинство карт продаётся в бустерах, которые содержат пятнадцать карт, обычно разделенных на четыре редкости, которые можно различать по цвету символа сета. В бустере из пятнадцати карт обычно содержится одна редкая или раритетная, три необычных и десять обычных и одна базовая земля. Сеты до «Осколков Алары» содержали одиннадцать обычных и не содержали базовых земель.
- Сеты, начиная с «Каладеша» и заканчивая «Терос: за порогом смерти», имеют две колоды planeswalker’ов, которые призваны помочь новым игрокам освоить игру. Они содержат заранее составленную колоду из 60 карт с эксклюзивным planeswalker’ом, а также несколько эксклюзивных карт, две бустеры, а также руководство по правилам и картонную коробку с изображением прилагаемого planeswalker’а.
- В каждом сете с «Осколков Алары» до «Луны кошмаров» было пять вступительных наборов, которые выполняли ту же функцию, что и колоды planeswalker’ов. Они содержали заранее составленную колоду из 60 карт, а также два бустера и руководство по правилам.
- В каждом сете с «Осады Мирродина» до «Незванных гостей» было две колоды событий, которые представляли собой заранее составленные колоды, предназначенные для ознакомления с турнирной игрой. Начиная с «лабиринта Дракона» в каждом сете была только одна колода событий. Выпуск колод событий был прекращён после сета «Битва за Зендикар».

В дополнение к ежеквартальным релизам карты Magic выпускаются и в других продуктах, таких как дополнительные наборы Planechase и Archenemy. Они сочетают перепечатанные карты Magic с новыми картами большего размера с новыми функциональными возможностями. Карты также печатаются специально для коллекционеров, в таких наборах, как From Vault и Premium Deck Series, которые содержат исключительно премиальные фольгированные карты.
В 2003 году, начиная с базового набора восьмого издания, игра претерпела самые большие визуальные изменения с момента своего создания — была разработана новая структура рамок для карточек, позволяющая добавлять больше текста правил и больше рисунков на карточках, одновременно уменьшая толстую цветную рамку до минимума. Новый дизайн рамки нацелен на улучшение контрастности и читаемости с использованием чёрного цвета вместо предыдущего белого, нового шрифта и разделенных областей для имени, типа карты, а также силы и выносливости. Рамка карты была снова изменена в Базовом выпуске 2015. Был сохранён тот же шаблон, но карты стали изящнее и была добавлена голографическая печать на каждую редкую и раритетную карту, чтобы сократить число подделок.

## Сюжет
Основная сюжетная идея в Magic состоит в том, что в Мультивселенной существует бесчисленное множество возможных миров (планов), и только уникальные и редкие существа, называемые мироходцами, способны по ней путешествовать. Это позволяет игре часто менять миры, чтобы возобновить свое механическое вдохновение, сохраняя при этом мироходцев как повторяющиеся элементы во всех мирах.
Сюжет появился в игре ещё в первом издании, и бо́льшая его часть печаталась на картах в качестве художественного текста. Первое расширение «Arabian Night», разработанное Гарфилдом, было основано на сказках Тысячи и одной ночи и включает в себя персонажей вроде Аладдина. В дальнейшем сюжет подавался также через книги, комиксы и рассказы, публикуемые на официальном сайте игры.

### Книги
Все издаваемые карты «Magic» объединены общим сюжетом. В основе изданий «Magic» с 1995 по 2002 год лежал цикл литературных произведений в жанре фэнтези, повествующих о событиях в мультивселенной, состоящей из миров Доминария, Фирексия, Мирродин и др. Эти миры населены людьми, иными живыми (ангелами, демонами, гоблинами, эльфами, разумными животными и растениями) и механическими существами. Как во многих произведениях в жанре фэнтези, здесь действуют герои и злодеи, волшебники и изобретатели, а толпы статистов гибнут в братоубийственных войнах.
На русском языке выпущена серия книг «[lib.aldebaran.ru/series/magic_the_gathering_yepoha_artefaktov/ Magic The Gathering]», в которую входит 5 томов:
- «Война братьев», Джефф Грабб;
- «Мироходец», Линн Абби;
- «Потоки времени», Дж. Роберт Кинг;
- «Порода героев», Лорен Л. Колман;
- «Тран», Дж. Роберт Кинг.

## Визуальный дизайн карт
Карта в «Magic» имеет вид обычной игральной карты, размером 2,5 на 3,5 дюйма (примерно 63 на 88 мм) со скруглёнными углами. На лицевой стороне карты напечатано её название, мана-стоимость (для заклинаний), иллюстрация, тип, текстовое поле с указанием правил использования, художественный текст, сила/защита (для существ), имя художника, порядковый номер в издании, информация об авторских правах.
С момента создания и официального выпуска игры в 1993 году дизайн карт не претерпевал серьёзных изменений до блока «Onslaught» включительно. В 2003 году с выходом восьмой базовой редакции издатели изменили внешний вид лицевой стороны карт. Рамочки стали более округлыми, расширилось место под текст и иллюстрацию, сменилась гарнитура и цвет шрифта. Официальные причины смены дизайна — улучшение читабельности карт и привлечение новых игроков новым стильным оформлением. Это изменение было воспринято любителями игры неоднозначно. Некоторые хвалят новый дизайн, некоторые утверждают что он стал нелепым. Так или иначе, карты новых редакций продолжают печатать в старом стиле. В сете «Time Spiral» (2006 г.) переиздана 121 карта из старых выпусков (начиная с «Alpha»). Они оформлены в традиционном стиле.

Рубашка карт осталась неизменной с момента создания игры в 1993 году

Рубашка карт не изменялась с самого первого издания. Так что в форматах Vintage и Legacy можно составлять колоды из карт любых изданий, не опасаясь быть уличённым в недобросовестной игре краплёной колодой. Кроме этого, если карта, разрешённая для игры, была ранее издана с тем же названием, то игра ей также возможна. В 1993 году в редакции «Arabian Nights» была предпринята попытка добавить к надписи «DECKMASTER» значок товарного знака «™». Однако «Wizards of the Coast» быстро отменили это решение.
Однако, на турнирах надо играть в протекторах (кармашках для карт) с матовой стороной, если:
1. В колоде присутствуют карты из издания «Alpha» (так как они напечатаны с другим скруглением);
2. Имеется хотя бы одна фольгированная карта (так как имеет характерный отблеск);
3. На рубашке смещение из-за типографского брака;
4. При некоторых повреждениях карт (рекомендуется проконсультироваться с судьёй турнира).

По сей день логотип «Magic» на рубашке остаётся голубым, хотя официальная эмблема уже давно «пожелтела». И загадочное слово «DECKMASTER» потеряло своё значение. Изначально «Wizards of the Coast» планировали объединить целую серию карточных игр под этой маркой, но затем отказались от этой идеи. Логотип остался. Изменение не было произведено, чтобы сохранить совместимость карт для турниров.

### Иллюстрации
На каждой карте «Magic» присутствует большое прямоугольное поле с картинкой. Эти иллюстрации выполняются профессиональными художниками. Если карта переиздавалась несколько раз, иллюстрации могут быть разными на картах разных изданий. Игроки-коллекционеры, подобно филателистам, могут тратить большое количество времени и денег, чтобы заполучить особенно редкую и красивую карту.
Обычно иллюстрация соответствует производимому картой эффекту, а также её духу и сюжету литературной основы блока. Чтобы добиться этого ото всех работающих над «Магией» художников, разработчики игры дают им некоторые ориентировки относительно сюжета и содержания будущих рисунков.

### Стоимость карт
Стоимость карт зависит от редкости и доступности.
Интересные моменты:
- Самой дорогой картой, которая «могла встретиться в каждом бустере», является Black Lotus (из Alpha/Beta/Unlimited). По данным на начало 2013 года, цена на него варьировалась от 250 000 до 1 200 000[19] рублей в зависимости от издания и качества сохранности карты.
- Самой ценной картой является Hurricane из Summer Magic, часть тиража которой выпущена из-за типографского брака в синем цвете (вместо зелёного).

## Компьютерные версии Magic
- Magic: The Gathering (MicroProse, 1997)
- Magic: The Gathering: Spells of the Ancients (MicroProse, 1997)
- Magic: The Gathering: BattleMage (Akklaim, 1997)
- Magic: The Gathering: Manalink Patch
- Magic: The Gathering: Battlegrounds (Atari, 2003)
- Magic: The Gathering — Duels of the Planeswalkers (Stainless Games Ltd, 2009)
- Magic: The Gathering Online — официальная онлайн-игра, являющаяся почти столь же популярной, как и её источник. Игра не бесплатная, но цены в ней ниже, чем в её реальном аналоге в России.
- MTG Forge — неофициальная офлайн-игра с открытым кодом, написанная на Java. Позволяет играть против компьютера. Программа активно развивается.
- Magic Workstation — неофициальная shareware-программа, позволяющая иметь на компьютере базы многих известных коллекционных карточных игр, в том числе и Magic: The Gathering. Программа также позволяет создавать колоды и играть с другими людьми через интернет. Разработана в России и имеет полностью русский интерфейс. Официальный сайт.
- Apprentice — неофициальная программа для игры через Интернет с очень простым и легко осваиваемым интерфейсом. На сегодня является устаревшей (последняя версия выпущена в 1999 году) и по большинству параметров уступает Magic Workstation.
- MagMa — сокращение от Magic Machine — неофициальная бесплатная программа для игры в Магию с компьютером, присутствует более 3000 карт. Скачать можно на официальном сайте.
- OCTGN — Online Card and Tabletop Games Network, читается как Octagon. Ещё одна бесплатная программа, позволяющая поиграть через Интернет. Сайт. Недавно (2008—2009) появилась очередная онлайн-версия игры, на этот раз для платформы Х-ВОХ360.
- WTH?! — Wagic The Homebrew!?, неофициальный порт игры на PSP. Сейчас в игре более 20000 карт. Существует версия, посвящённая вселенной Star Wars.
- MagicProxy — неофициальная freeware-программа для создания прокси- (Proxy) карт для коллекционной карточной игры Magic The Gathering Официальный сайт.
- MTG 2013 — официальная игра от Wizards of The Coast для Steam, Xbox Live, PSN и iTunes.
- MTG 2014 — официальная игра от Wizards of The Coast для Steam, Xbox Live, PSN и iTunes.
- MTG 2015 — официальная игра от Wizards of The Coast для Steam, Xbox Live, PSN и iTunes.
- Magarena — однопользовательская фэнтезийная карточная игра, правила которой основаны на Magic: The Gathering. Написана на Java, активно развивается. Официальный сайт
- Magic Duels — официальная игра от Wizards of The Coast для Steam, Xbox One и iOS.
- Magic: The Gathering Arena — официальная игра от Wizards of The Coast для PC, Mac, Android и iOS
- Magic: Legends

## Экранизации
В январе 2014 года 20th Century Fox приобрела права на производство фильма Magic: The Gathering с Саймоном Кинбергом в качестве продюсера. В 2019 году, после того как Disney приобрел активы 21st Century Fox, фильм, наряду с многочисленными другими проектами, находящимися в разработке в Fox, был отменен.
В июне 2019 года Variety сообщила, что Джо и Энтони Руссо, Wizards of the Coast и Allbark Animation компании Hasbro объединились с Netflix для анимационного телесериала по Magic: The Gathering. В июле 2019 года на Comic Con в Сан-Диего был представлен логотип мультсериала.

## Математика игры
Было доказано, что игра является полной по Тьюрингу. Исследователи показали, что поиск оптимальной стратегии для данной игры как минимум столь же сложен, как и проблема остановки, то есть является неразрешимым.

### Официальные сайты
- Сайт компании «Wizards of the Coast» (рус.)
- Его раздел, посвящённый «Magic: The Gathering» (рус.)
- The DCI (англ.)
- Базовые правила «Magic: The Gathering» на русском языке

### Обучающие статьи
- Судейская школа MTG
- Карты MTG на русском языке
- Magic: the Gathering. Принципы построения колод